# Hunter Parrish

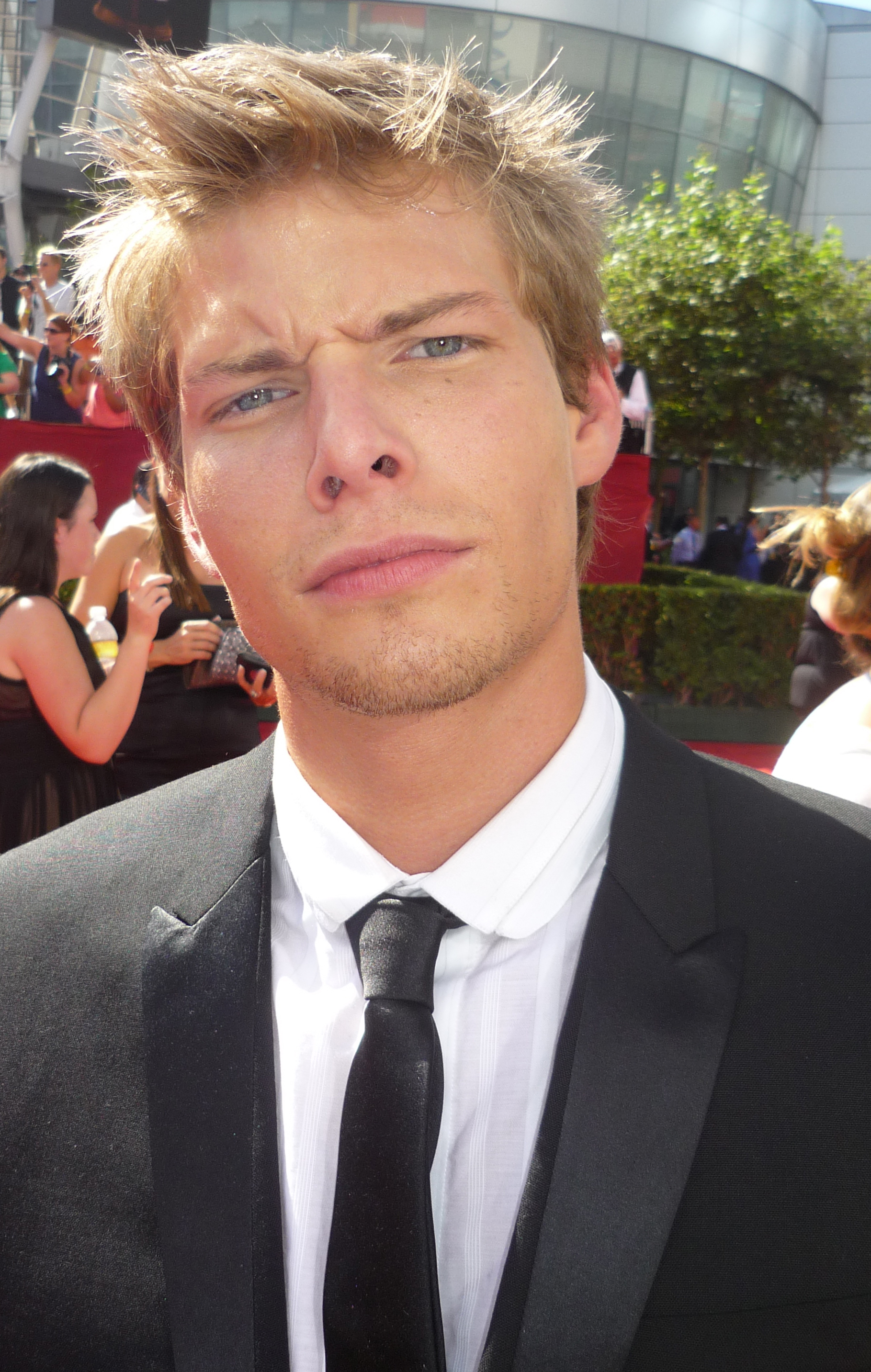
Hunter Parrish (2009)

Hunter Parrish (* 13. Mai 1987 in Richmond, Virginia) ist ein US-amerikanischer Schauspieler und Sänger.
Parrish wurde durch die Fernsehserie Weeds bekannt, in der er die Rolle des Silas Botwin spielt, und war darüber hinaus schon in mehreren Hollywood-Filmen zu sehen. Davor trat Parrish als Gast-Schauspieler in Serien wie CSI: Den Tätern auf der Spur, Close to Home und Summerland Beach auf. Außerdem wirkte er in den Filmen Plötzlich verliebt (2004) und Die Chaoscamper (2006) mit.
2007 hatte Parrish eine Rolle in dem Film Freedom Writers, in dem er Ben Samuels, den einzigen weißen Jungen in einer kalifornischen High-School-Klasse, darstellte. Der Kritiker Thomas Hibbs beschied Parrishs Darstellung in der National Review „bescheidenen Humor“.
Am 11. August 2008 übernahm Hunter Parrish in dem Broadway-Musical Spring Awakening, einer modernen Version des Dramas Frühlings Erwachen von Frank Wedekind, die Hauptrolle des Melchior Gabor. Bis Ende Januar 2009 war er in dieser Rolle auf der Bühne zu sehen. 
Vom 13. Oktober 2011 bis zum 15. April 2012 spielte und sang Parrish die Rolle des Jesus im Revival des Broadway-Musicals "Godspell" in New York City (Circle in the Square Theatre).
Seine erste Veröffentlichung als Sänger ist die EP Guessing Games, welche im Juni 2012 veröffentlicht wurde.

## Filmografie (Auswahl)
- 2004: Plötzlich verliebt (Sleepover)
- 2005: Summerland Beach (Summerland, Fernsehserie, Folge 2x06)
- 2005: Steal Me
- 2005: Premonition (Kurzfilm)
- 2005: CSI: Den Tätern auf der Spur (CSI: Crime Scene Investigation, Fernsehserie, Folge 6x05)
- 2005: Down in the Valley
- 2005–2012: Weeds – Kleine Deals unter Nachbarn (Weeds, Fernsehserie, 102 Folgen)
- 2006: Close to Home (Fernsehserie, Folge 2x02)
- 2006: Die Chaoscamper (RV)
- 2007: Freedom Writers
- 2009: 17 Again – Back to High School (17 Again)
- 2009: Paper Man – Zeit erwachsen zu werden (Paper Man)
- 2009: Wenn Liebe so einfach wäre (It’s Complicated)
- 2010: Batman: The Brave and the Bold (Zeichentrickserie, Folge 2x15, Stimme)
- 2010: The Space Between
- 2011: Late Show with David Letterman (Fernsehreihe, Folge 19x34)
- 2011: Pound Puppies – Der Pfotenclub (Pound Puppies, Zeichentrickserie, Folge 1x18, Stimme)
- 2012: Gone
- 2013–2014: Good Wife (The Good Wife, Fernsehserie, 3 Folgen)
- 2014: Still Alice – Mein Leben ohne Gestern (Still Alice)
- 2015: A Rising Tide
- 2015: The Following (Fernsehserie, 5 Folgen)
- 2015: Hand of God (Fernsehserie, 5 Folgen)
- 2015–2016: Good Girls Revolt (Fernsehserie)
- 2016–2017: Quantico (Fernsehserie, 9 Folgen)
- 2020: Ratched (Fernsehserie)